# Eco Contemporáneo
Eco Contemporáneo fue una revista sobre cultura y sociedad publicada en la Argentina entre 1961 y 1969. Fue iniciada por los escritores Antonio Dal Masetto y Miguel Grinberg quien a partir de 1962 la vinculó a un movimiento por él fundado y llamado "Nueva Solidaridad" de poetas de las Américas, junto a las revistas mexicanas El Corno Emplumado y Pájaro Cascabel, apoyado por los escritores Julio Cortázar, Henry Miller y Thomas Merton, y los críticos de arte Jorge Romero Brest, Aldo Pellegrini y Rafael Squirru. 

## Trayectoria
En febrero de 1964 realizaron un encuentro internacional. Esa historia fue reconstruida por el film documental titulado El Corno Emplumado – una historia de los sesenta / The Plumed Horn – a story from the sixties. En junio de 2010 la Fundación Ross de la ciudad de Rosario publicó el libro-documento Poesía y Libertad / Manifiesto del Movimiento Nueva Solidaridad editado por Grinberg, con todos sus testimonios históricos y una antología poética de sus protagonistas.
La revista fue miembro fundador de la red internacional Underground Press Syndicate. En agosto de 1965, Grinberg organizó en el Instituto Di Tella de Buenos Aires una exposición titulada "New American Cinema" auspiciada por la Film Makers Cinematheque de Nueva York.
En 1993 Ediciones Mutantia publicó una antología de testimonios documentales y poéticos de Thomas Merton titulados "Hermana América" y en 1994 una selección de textos primordiales de la revista, bajo el título "Visionarios Implacables".
```
En septiembre de 2014 Miguel Grinberg lanza una campaña de preventa de Eco contemporáneo 14 en Panal de ideas, un sitio web de financiamiento colectivo.
```